# 粤北行政区
粤北行政区，中华人民共和国广东省已撤销的行政区，在今广东省北部。
1952年设置，行政公署驻韶关市。辖原北江专区所属韶关市及曲江、乐昌、仁化、南雄、始兴、翁源、佛冈、从化、清远、英德、阳山、连南、连山、连县、乳源15县；原珠江专区所属花县；原东江专区所属连平、和平、新丰3县。粤北行政区辖1市、19县。
1953年，撤销连南、连山2县，合并设立连南瑶族自治区。1954年，恢复连山县。1955年，连南瑶族自治区改为连南瑶族自治县。至此，粤北行政区辖1市、18县、1自治县。10月，广东省人民委员会向国务院提交报告，请求撤销粤北等四个行政区。1956年，报告获得批准，粤北行政区辖县分別划归韶关、佛山、惠阳3专区：
- 将花县划归佛山专区；
- 将连平、和平2县划归惠阳专区；
- 从化县曾一度划归佛山专区，不久又划入韶关专区；
- 将韶关市及曲江、乐昌、仁化、始兴、南雄、翁源、新丰、佛冈、从化、清远、英德、阳山、连山、连县、乳源15县和连南瑶族自治县划归韶关专区。